# 静岡県道路公社
静岡県道路公社（しずおかけんどうろこうしゃ）は、静岡県を設立団体とする地方道路公社。1959年（昭和34年）12月に財団法人静岡県道路公社として設立、1971年（昭和46年）4月1日地方道路公社に改組した。

## 管理運営する道路・施設
一般有料道路（道路整備特別措置法による道路）

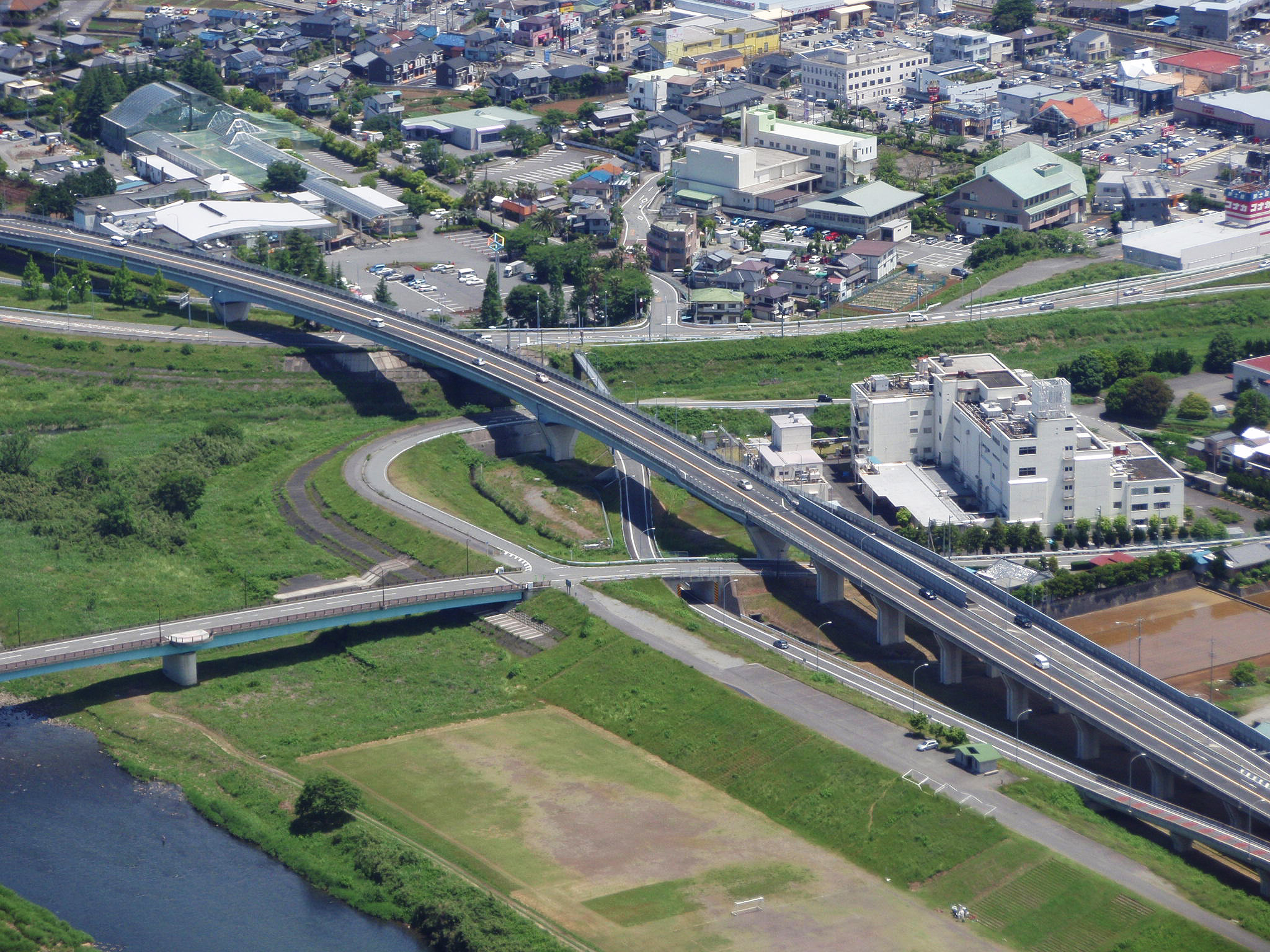
修善寺道路

- 伊豆中央道（伊豆の国市大字珍野 - 函南町大字肥田間、3.0 km）
- 修善寺道路[注釈 1]（伊豆市修善寺 - 伊豆の国市田京間、4.8 km）
- 浜名湖新橋有料道路（はまゆう大橋）[注釈 2]（浜松市中央区白洲町 - 浜松市中央区古人見町間、1.3 km）

一般自動車道（道路運送法による道路）
- 伊豆スカイライン（函南町字桑原国見嶽 - 伊豆市大字冷川間、40.6 km）
- 箱根スカイライン（御殿場市大字神山 - 裾野市大字深良間、5.0 km）

県内の有料駐車場（26施設）
- 興津第1・第2・第3駐車場（静岡市清水区興津清見寺町/国道1号「清見寺IC」下）
- 興津第4駐車場（静岡市清水区興津清見寺町/国道1号「清見寺IC」下）
- 興津第5駐車場（静岡市清水区横砂東町/国道1号「興津高架橋」下）
- 長崎新田駐車場（静岡市清水区長崎新田/国道1号「長崎高架橋」下）
- 蒲原駐車場第1（静岡市清水区蒲原新田/国道1号「蒲原高架橋」下）
- 蒲原駐車場第2（静岡市清水区蒲原小金/国道1号「蒲原高架橋」下）
- 蒲原駐車場第3（静岡市清水区蒲原中/国道1号「蒲原高架橋」下）
- 蒲原駐車場第4（静岡市清水区蒲原中/国道1号「蒲原高架橋」下）
- 蒲原駐車場第5（静岡市清水区蒲原堰沢/国道1号「蒲原高架橋」下）
- 蒲原駐車場第6（静岡市清水区蒲原神沢/国道1号「蒲原高架橋」下）
- 富士東第2駐車場（富士市今井/国道1号「沼川高架橋」下）
- 富士東第3駐車場（富士市富士岡/国道1号「沼川高架橋」下）
- 富士東第4駐車場（富士市富士岡/国道1号「沼川高架橋」下）
- 富士東第5駐車場（富士市富士岡/国道1号「沼川高架橋」下）
- 富士東第6駐車場（富士市富士岡/国道1号「沼川高架橋」下）
- 田子の浦依田橋第2駐車場（富士市依田橋/国道1号「田子の浦高架橋」下）
- 田子の浦依田橋第3駐車場（富士市依田橋/国道1号「田子の浦高架橋」下）
- 田子の浦依田橋第4駐車場（富士市依田橋/国道1号「田子の浦高架橋」下）
- 田子の浦依田橋第5駐車場（富士市依田橋/国道1号「田子の浦高架橋」下）
- 田子の浦依田橋第6駐車場（富士市依田橋/国道1号「田子の浦高架橋」下）
- 田子の浦依田橋第7駐車場（富士市依田橋/国道1号「田子の浦高架橋」下）
- 依田橋駐車場（富士市依田橋/国道1号「田子の浦高架橋」下）
- 富士駐車場（富士市田島/国道1号「田子の浦高架橋」下）
- 田子の浦中河原駐車場（富士市中河原/国道1号「田子の浦高架橋」下）
- 田子の浦中河原第2駐車場（富士市中河原/国道1号「田子の浦高架橋」下）
- 田子の浦前田駐車場（富士市中河原/国道1号「田子の浦高架橋」下）

## 管理運営していた道路・施設

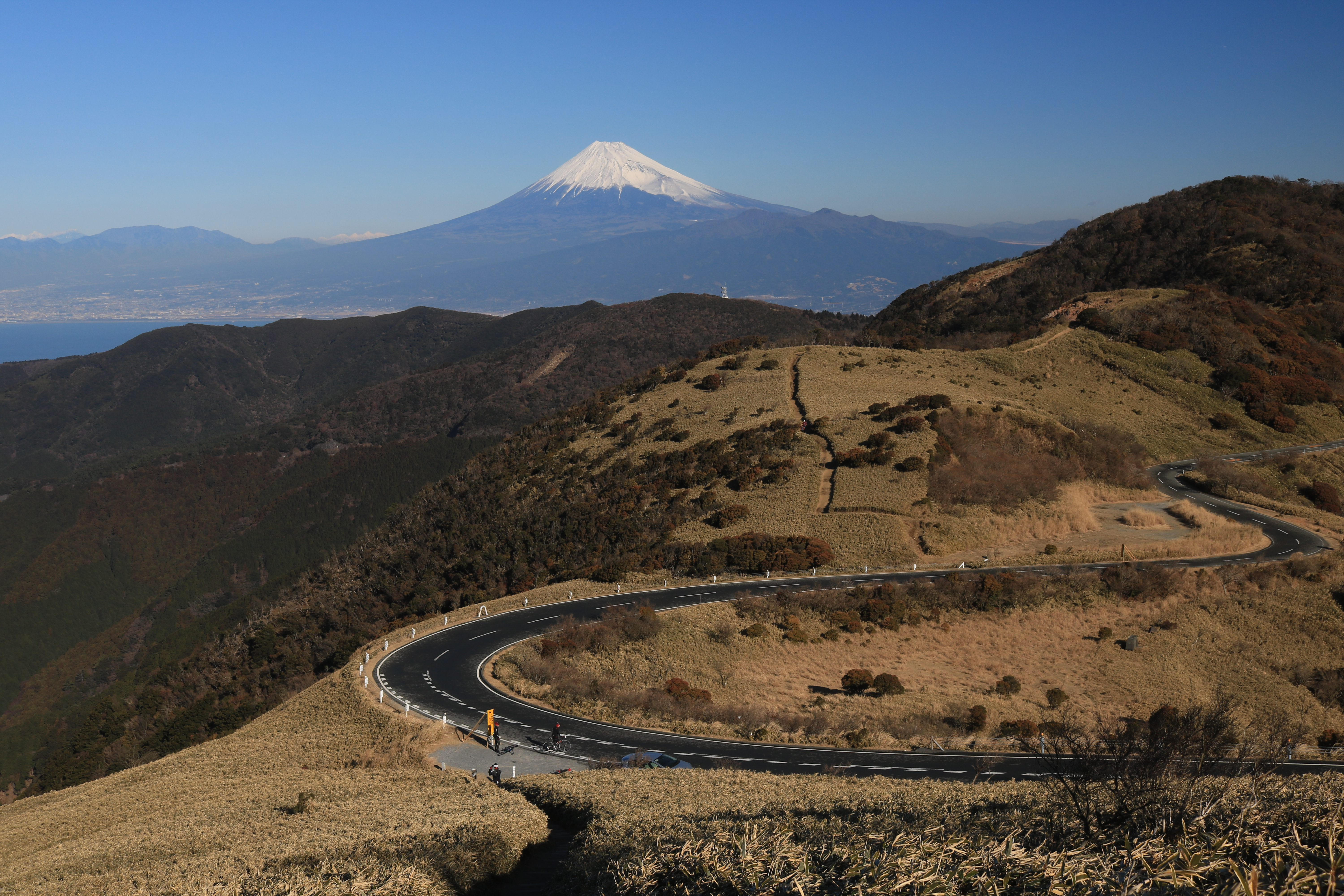
西伊豆スカイライン

- 宇佐美大仁有料道路 : 1983年（昭和58年）8月1日 無料開放。現在の県道伊東大仁線。
- 多米峠有料道路（2.9 km） : 1987年（昭和62年）7月1日 無料開放。現在の県道豊橋大知波線の一部。
- 表富士周遊道路（34.5 km） : 1994年（平成6年）7月1日 無料開放。現在の県道御殿場富士公園線・県道富士公園太郎坊線・県道富士宮富士公園線の一部。
- 熱函道路（6.7 km） : 1997年（平成9年）12月1日 無料開放。現在の県道熱海函南線の一部。
- 新天城トンネル（4.1 km） : 2000年（平成12年）3月18日 無料開放。現在の国道414号の一部。
- 浜名湖大橋（7.6 km） : 2003年（平成15年）4月1日 無料開放。現在の県道舘山寺弁天島線の一部。
- 日本平パークウェイ（7.4 km） : 2004年（平成16年）4月1日 無料開放。現在の市道池田日本平線の一部。
- 西伊豆バイパス（船原トンネル）（2.0 km） : 2004年（平成16年）7月1日 無料開放。現在の国道136号の一部。
- 西伊豆スカイライン（6.7 km） : 2004年（平成16年）7月30日 無料開放。現在の県道船原西浦高原線の一部。
- 浜名湖レイクサイドウェイ（5.0 km） : 2007年（平成19年）3月31日 無料開放。現在の県道瀬戸佐久米線の一部。
- 村櫛舘山寺道路（4.6 km） : 2007年（平成19年）5月2日 無料開放。現在の県道舘山寺弁天島線の一部。
- 本坂トンネル（2.0 km） : 2008年（平成20年）3月31日 無料開放。現在の国道362号の一部。
- 中伊豆バイパス（2.8 km） : 2008年（平成20年）7月1日 無料開放。現在の県道伊東修善寺線の一部。
- 遠州大橋（1.2 km） : 2019年（令和元年）9月28日 無料開放。現在の国道150号の一部。
- 県内の有料駐車場（1施設）
  - 浜松駅南地下駐車場（浜松市中区（現：中央区）砂山町367-1地下） : 2014年（平成26年）4月1日浜松市へ移管。
- 県内の道路休憩施設（1施設）
  - スカイポート亀石（伊東市宇佐美3494） : 2006年度（平成18年度）伊東市へ移管[注釈 3]。